# Fort Royal (Terre-Neuve)
Pour les articles homonymes, voir Fort Royal.
 (novembre 2023).
Si vous disposez d'ouvrages ou d'articles de référence ou si vous connaissez des sites web de qualité traitant du thème abordé ici, merci de compléter l'article en donnant les références utiles à sa vérifiabilité et en les liant à la section « Notes et références ».
Le Fort Royal est un fort français construit au XVIIe siècle sur l'île de Terre-Neuve à l'époque de la Nouvelle-France.
En 1662, les Français établissent un comptoir commercial stratégique dans une crique bien protégée donnant sur la baie de Placentia qui sépare la péninsule d'Avalon du reste de l'île de Terre-Neuve et situé près des Grands Bancs poissonneux.
Afin de protéger ce lieu, plusieurs forts furent érigés autour de cette crique, le fort de Plaisance dès 1662, le fort Royal en 1687 et le fort Saint-Louis en 1690.
Le Fort Royal est construit en haut d'une montagne dominant la baie et la petite cité portuaire de Plaisance.
Le Fort Royal servit à la fois de bastion et de logis pour le gouverneur, d'où son nom.
En 1713, le Traité d'Utrecht force les Français à abandonner leurs établissements de Terre-Neuve. Fort Royal et Fort Saint-Louis seront rebaptisés « Castle Hill (en) » par les Anglais, et « Plaisance » devient « Placentia ». Les habitants français seront déplacés vers l'Île Royale où débutera la construction de Louisbourg.